# السريع والغاضب 5
السريع والغاضب 5؛ الاسم الرسمي له هو «فاست فايف» (بالإنجليزية: Fast Five)‏ (المعروف أيضًا باسم السريع والغاضب 5: سرقة ريو) هو فيلم حركة سرقة أمريكي، صدر عام 2011، من إخراج جاستن لين وكتابة كريس مورغان. الفيلم هو تكملة لفيلم السريع والغاضب 4 والجزء الخامس من سلسلة السريع والغاضب. الفيلم من بطولة فين ديزل، وبول ووكر، وجوردانا بروستر، وتيريس جيبسون، وكريس "لوداكريس" بريدجز، ومات شولز، وسونغ كانغ، ودوين جونسون، وغال غادوت، وخواكيم دي ألميدا. يتبع الفيلم دومينيك توريتو (ديزل)، وبراين أوكونر (ووكر)، وفريقهم وهم يخططون لسرقة 100 مليون دولار من رجل الأعمال الفاسد هيرنان رييس (دي ألميدا) أثناء ملاحقة جهاز الأمن الدبلوماسي الأمريكي (DSS) له، من قبل الوكيل لوك هوبس (جونسون).
أثناء تطوير الفيلم، ابتعدت يونيفرسال ستوديوز عمدًا عن موضوع سباقات الشوارع السائد في الأفلام السابقة من السلسلة، لتحويل اتجاه السلسلة إلى سلسلة سرقة تشمل السيارات. من خلال القيام بذلك، كانوا يأملون في جذب جمهور أوسع من خلال التركيز الشديد على السيارات وثقافة السيارات. يعتبر فاست فايف الفيلم الانتقالي في السلسلة، حيث يعرض سباقًا واحدًا فقط ويعطي مزيدًا من الاهتمام لمجموعات العمل مثل المعارك بالأسلحة النارية، والمشاجرات وسرقة 100 مليون دولار. أطلق الإنتاج حملة تسويقية شاملة لتسويق الفيلم عبر وسائل التواصل الاجتماعي والألعاب الافتراضية وسلاسل السينما ومصنعي السيارات وفي سباقات ناسكار.
تم عرض الفيلم لأول مرة في مسرح Cinépolis Lagoon في ريو دي جانيرو في 15 أبريل 2011، ثم في الولايات المتحدة في 29 أبريل 2011. تلقى الفيلم مراجعات إيجابية بشكل عام وحقق أكثر من 625 مليون دولار في جميع أنحاء العالم، مما جعله سابع أعلى إيرادات لفيلم في عام 2011. تم إصدار التكملة له سرعة وغضب 6 في مايو 2013.

## القصة
الشرطي برايان والمسجون توريتو يتحالفان معًا ضد القانون، فمنذ أن فرّ كلّ من برايان وتريتو دوم من السجن وهما يحاولان الهروب من السلطات.
وعليهم الآن اتمام مهمة أخيرة للحصول على حريتهم، فيجمعون فريقهم المكوّن من أفضل المتسابقين، ويدرك الحلفاء أن فرصتهم الأخيرة هي مواجهة رجل الأعمال الفاسد الذي يريد التخلص منهم.
ولكنه ليس الوحيد الذي يلاحقهم، فهناك العميل الفدرالي العنيد لوك هوبز، فينطلق هو وفريقه في هجوم واسع للإمساك بهم، ولكن هوبز يدرك أنه لا يستطيع التمييز بين الخيّرين والأشرار ولذا فعليه أن يعتمد على غريزته للإيقاع بفريسته قبل أن يسبقه عليها أي طرف آخر.

## طاقم التمثيل
- فين ديزل بدور دومينيك توريتو
مجرم محترف ومتسابق شوارع وهارب. وبحسب ما ورد دفع ديزل 15 مليون دولار للمشاركة في الفيلم وإنتاجه.[6]
- بول ووكر بدور براين أوكونر
عميل سابق لمكتب التحقيقات الفيدرالي تحول إلى مجرم. هو على علاقة مع ميا توريتو. قام ووكر بالعديد من أعماله المثيرة بالفيلم، حيث تدرب مع المحترف بول دارنيل لتحسين حركته.[7]
- جوردانا بروستر بدور ميا توريتو[8]
شقيقة دومينيك وصديقة بريان. تم الكشف عن حملها في هذا الفيلم، وهي وبريان يرحبان بطفلهما الأول في الفيلم التالي.
- تيريز جيبسون في دور رومان بيرس
صديق الطفولة لبريان. تم الإبلاغ عن انضمام جيبسون لطاقم العمل في 30 يونيو 2010.[9] كان جيبسون ملتزمًا بـ المتحولون: الجانب المظلم للقمر في الوقت الذي وقع فيه على فاست فايف، لذلك سافر بين بورتوريكو وأتلانتا كي يتمكن من تأدية كلا الفيلمين.
- كريس "لوداكريس" بريدجز بدور تيج باركر
صديق برايان ورومان من ميامي. أعلن لوداكريس مشاركته في الفيلم في 12 يوليو 2010، عندما ذكر أنه وصل إلى بورتوريكو لبدء التصوير.[10]
- مات شولز في دور فينس
صديقة طفولة دومينيك. ظهر شولز في الفيلم الأول، وأفيد في 16 يوليو 2010، أنه سيعود.[11] جرّاء الأحداث التي دارت في الفيلم الأول تخاصم مع برايان، لكنهما أصبحا أصدقاء بعد أن أنقذ ميا من رجال رييس.
- سونغ كانغ بدور هان لو[12]
متسابق شوارع، كان الشريك التجاري لدومينيك في جمهورية الدومينيكان.
- دواين جونسون في دور لوك هوبز
وكيل خدمات الأمن الدبلوماسي. وفقًا للمنتج فين ديزل، تم تطوير دور هوبز في الأصل مع وضع تومي لي جونز في الاعتبار. عند قراءة التعليقات على صفحته على فيسبوك، لاحظ ديزل أحد المعجبين برغبته في رؤية ديزل وجونسون في فيلم معًا. ثم أعاد ديزل ولين تصميم دور جونسون.[13] أراد جونسون العمل مع يونيفرسال ستوديوز، مشيرًا إلى دعمهم له أثناء انتقاله من المصارعة إلى التمثيل.[14] ووصف الدور بأنه صائد جوائز سابق تحول إلى مارشال أمريكي[15] و«النسخة الحكومية لأفضل صائد جوائز على هذا الكوكب».[14] قام بنظام تمرين يومي مكثف لتوسيع جسمه، راغبًا في أن تظهر شخصيته على أنها «صياد» وأن تكون هائلة بما يكفي لتشكل تهديدًا حقيقيًا للأبطال.[14]
- غال جادوت في دور جيزيل ياشار
عميلة سابقة للموساد. على الرغم من أن غادوت كانت لديها خبرة سابقة في التعامل مع الدراجات النارية، إلا أنها كانت مطالبة بتعلم كيفية ركوب الدراجة.[16]
- خواكيم دي ألميدا بدور هرنان رييس
سيد مخدرات لا يرحم يتظاهر بأنه رجل أعمال شرعي. أفيد في 16 يوليو 2010، أن ألميدا سيلعب مع رييس.[11] بعد أن أدى سابقًا العديد من الخصوم، تردد في القيام بهذا الدور، لكنه قبل بعد التحدث مع لين وسماعه عن الشخصية.[17]
- إيلسا بتاكي بدور إيلينا نيفيس
ضابطة شرطة في ريو تعمل مع فريق هوبز وتصبح حبيبة دومينيك. أفيد في 16 يوليو 2010، أن باتاكي ستتولى هذا الدور.[11] خضعت لعدة أيام من التدريب التكتيكي مع مستشار تقني للشرطة / الجيش وكان عليها أن تتعلم كيفية التعامل مع بندقيتها في مجموعة متنوعة من المواقف لتصوير شخصيتها بشكل واقعي.[17]

أما المغنون البورتوريكيون تيجو كالديرون ودون عمر كليو وسانتوس، فيلعبون دور رئيسي في فرقة السرقة. ويؤدي مايكل إيربي دور زيزي، الرجل الأيمن لرييس. ويمثّل أليمي بالارد، وفرناندو شين، ويوركو قسنطينة، وجوف ميدي أعضاء فريق هوبس فيسكو، ويلكس، وتاشو، ومروي. تظهر ميشيل رودريغز في الصور الفوتوغرافية بشخصية ليتي أورتيز، صديقة دومينيك التي يفترض أنها ميتة بعد أحداث سرعة وغضب. إيفا منديس تظهر بدور وكيل مونيكا فوينتس، تعيد مغامرة دورها من فيلم سريع جدا غاضب جدا.

## الإنتاج

### تطوير الفيلم
بحلول 3 فبراير 2010، تم التأكيد على أن فيلمًا خامسًا، يشار إليه باسم فاست فايففاست فايف، قيد السلسلة السريع والغاضبعة والغضب، وأنه تم التخطيط لفيلم سادس. كما تم التأكيد على أن ديزل ووكر والكاتب كريس مورغان والمنتج نيل إتش. موريتز سيعودون جميعًا إلى أدوارهم في الجزء الجديد. قال موريتز إنه بعد نالسريع والغاضبعة والغضب (2009)، الذي أعاد توحيد ديزل وبروستر ووكر ورودريغيز من الفيلم الأصلي، أراد الإنتاج إعادتهم مرة أخرى للفيلم التالي. شعر ديزل أن القصة بين الشخصيات التي صورها بنفسه ووكر يجب أن تستمر، وتصورها على أنها ثلاثة أجزافاست فايففاست فايف هو الأخير. أراد ديزل أيضًا إعادة مجموعة متنوعة من الشخصيات التي كانت في الأفلام السابقة دون التفاعل.
كان الإنتاج يهدف في الأصل إلى التصوير في ريو دي جانيرو، ومع ذلك، عرضت حكومة بورتوريكو حوافز ضريبية بلغ مجموعها حوالي 11 مليون دولار، مما أثر على قرار التصوير هناك، باستخدام بورتوريكو لتمثيل ريو دي جانيرو.
قصدت شركة يونيفرسال تحويل السلسلة من سباقات الشوارع إلى سلسلة من أفلام السرقة مع مطاردة السياراتالرابط الفرنسيط الفرنسي (1971)، تفاست فايففاست فايف كفيلم انتقالي. في أبريل 2011، قال رئيس شركة يونيفرسال آدم فوجيلسون:

كان السؤال الذي وضعنا فيه فاست فايف وفاست سكس معًا هو: هل يمكننا إخراج فيلم عن ثقافة السيارات النقية ونكوِّن امتياز عمل حقيقي بروح تلك أفلام السطو العظيمة التي تم صنعها قبل 10 أو 15 سنة؟

قال فوغلسون أن جانب السباق وضع «سقفًا» على عدد الأشخاص الراغبين في مشاهدة أفلام السلسلة، وأنه كان يأمل في زيادة جمهور السلسلة من خلال تحويلها إلى سلسلة فيها قدرة قيادة السيارة مجرد جانب واحد من جوانب الفيلم.

### الكتابة
أراد لين استكشاف عناصر «الحرية والأسرة» في الفيلم والتعاون مع مورغان لتحقيق هذا الامتياز، حيث عمل كلاهما معًا على الأجزاء السابقة من السلسلة. عمل مورجان مع ديزل لإنتاج قصة من شأنها استكشاف وتطوير شخصية ديزل. فكرة تنطوي على سرقة خزنة كبيرة تم تصورها بواسطة مورجان أثنالسريع والغاضبعة والغضب، لكن فرضية هذا الفيلم لم تنجح مع تصور مورغان لها. قام لاحقًا بفاست فايف.

### التصوير
بميزانية قدرها 125 مليون دولار، كان من المقرر تصوير فاست فايف في يوليو وأغسطس 2010. وفعلًا بدأ التصوير في 14 يوليو 2010.
عملت ثلاث وحدات أفلام في وقت واحد. طُلب من الممثلين الأساسيين السفر إلى ريو دي جانيرو بناءً على طلب لين، الذي شعر أنه من المهم فهم المنطقة وثقافتها لمنح الفيلم إحساسًا جيدًا بالمكان. وافق ديزل على أنه من المهم تصوير مشاهد رئيسية في البرازيل، وعلق قائلاً «لقد تمكنا من التصوير حيث قد لا تتمكن أعمال الإنتاج الأخرى من التصوير لأن امتيازنا يتمتع بمصداقية جيدة في الشارع».
التقطت وحدة أفلام ريو لقطات جوية للمدينة بما في ذلك جبل شوغارلوف، وحصن كوباكابانا، وشاطئ إيبانيما، ونقطة مراقبة دونا مارتا، وتمثال المسيح الفادي. تم التقاط لقطات ثابتة لأعضاء فريق السرقة عند وصول كل منهم إلى ريو. تم تصوير جيبسون وهو يصل إلى مطار ريو دي جانيرو الدولي، ولكن عندما أصبح معروفًا أن مشهدًا كان يتم تصويره في المطار، تعرض الممثلون وطاقم العمل للسخرية. حدث موقف مماثل عندما كان لوداكريس يصور مشهدًا يشتري فيه سيارة لقيادتها في جميع أنحاء المدينة، إذ تعرض حينها للسخرية. تم تصوير مشهد حيث سار فريق السرقة المكتمل على الشاطئ في كوباكابانا.

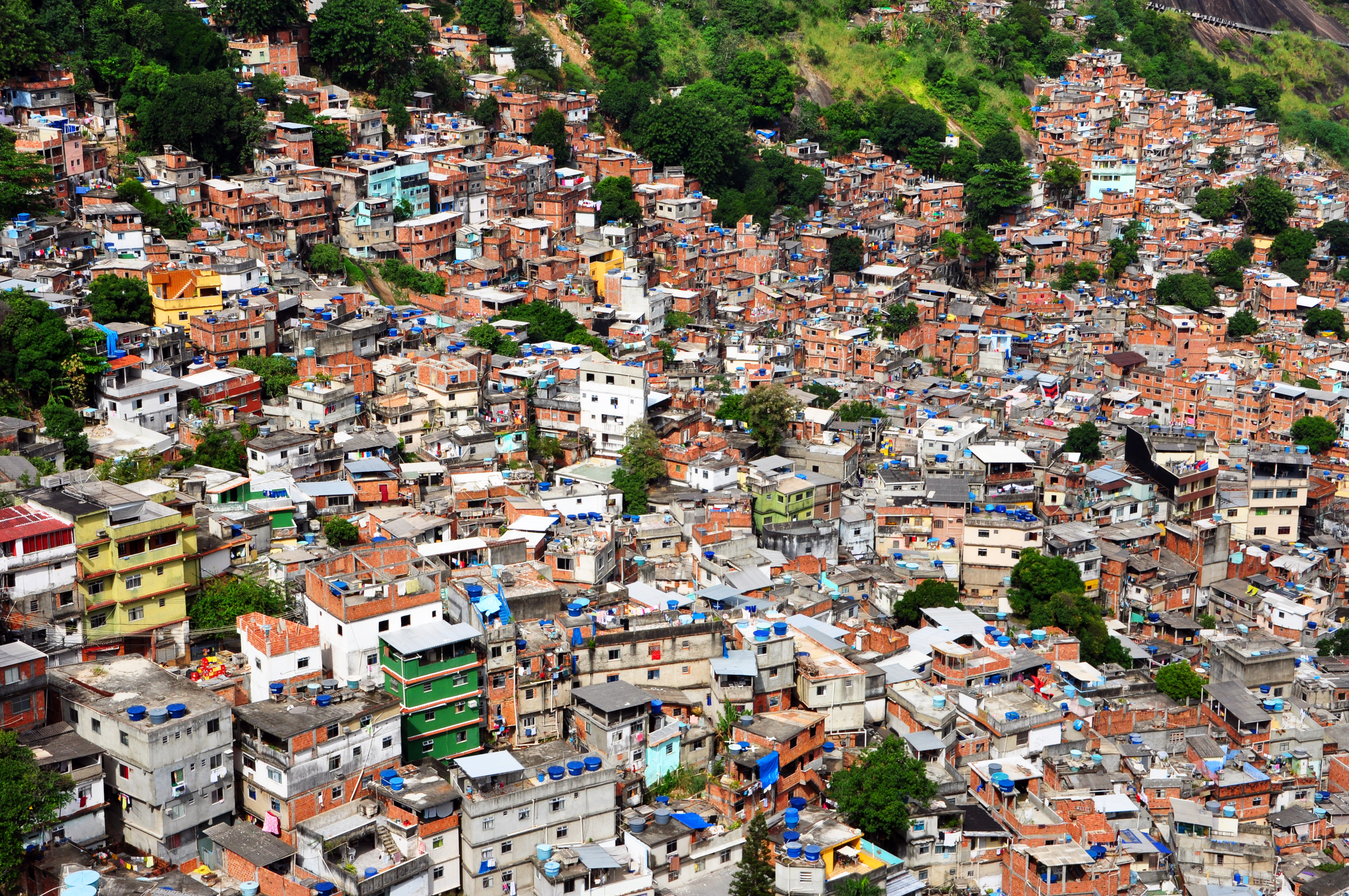
أحياء فافيلا في البرازيل.

تم تصوير مطاردة السطح عبر فافيلا في بورتوريكو، حيث كان من الممكن أن يكون للإنتاج مزيد من السيطرة على المنطقة، بدأت وحدات التصوير الرئيسية والثانية بالتصوير في وحول العاصمة سان خوان. سمح مزيج الجزيرة من المساحات الخضراء الاستوائية والشوارع الواسعة للإنتاج بإعادة إنشاء فافيلا المكتظة بالسكان في ريو مع استكمال العمل والمشاهد الخارجية دون وقوع حوادث. كان لمصمم الإنتاج بيتر وينهام مهمة تحويل بورتوريكو وأتلانتا إلى مواقع ريو التي تم اكتشافها سابقًا في غضون أربعة أسابيع، حيث اعتبر الإنتاج أن ريو غير مناسبة لتصوير العديد من المشاهد الأكبر. كان على وينهام تعزيز المباني لدعم معدات الكاميرا الثقيلة، وتغيير ألوان أكثر من 30 مبنى في المدينة لجعلها مناسبة للتصوير. كان فريقه بحاجة إلى تغيير المباني ونثر الحطام لجعلها تبدو وكأنها منطقة ريو فافيلا. لاحظ وينهام أنه على الرغم من صعوبة التصوير جزئيًا بسبب الحرارة، إلا أنه كانت عبارة عن «نزهة في الحديقة» مقارنة بالتصوير في أحياء ريو الفقيرة، يهدف وينهام إلى الحفاظ على مخطط ألوان أحادي اللون للفيلم، مع الأسود والرمادي الباهت، بما في ذلك اختياره لألوان السيارات المستخدمة. اختار فقط إضافة العديد من الألوان في مجموعة الأحياء الفقيرة. تم استخدام جسر تيودورو موسكوسكو الذي يربط سان خوان بإسلا فيردي لتصوير المواجهة النهائية بين دوم ورايس، بينما وقف رصيف قاعدة البحرية الأمريكية على بعد 60 ميلاً خارج سان خوان في الجسر لمشاهدة مشاهد تتضمن تحطيم السيارات. كما تم تصوير مشاهد الحركة في منطقتي هاتو ري وريو بيدراس في سان خوان.
كانت من الأمور الصعبة في التصوير هي تصوير مطاردة مطاردة ديزل وبروستر ووكر على الأقدام عبر أسطح منازل فافيلا، تم ذلك بواسطة جونسون وفريقه على مدار أسبوع في بلدة نارانجيتو الصغيرة الواقعة على تلال بورتوريكو. كان من الصعب تصوير المشهد، حيث كانت الممرات زلقة من الحرارة الاستوائية الرطبة وكان المشهد يشتمل على ممثلين وطاقم العمل يركضون معهم تجنبًا للكلاب والدجاج والحيوانات الضالة الأخرى في المنطقة. لالتقاط المشهد، تم استخدام جهاز كاميرا سلكي بطول 420 قدمًا للسماح بالحركة السريعة من منظور عين الطائر للحركة، وتم وضع كاميرات على الرافعات على أسطح المنازل وفي الأزقة. قام ووكر وبروستر بأخذ عدة لقطات لخاتمة المشهد، مطالبًا إياهم بالقفز ما يقرب من 30 قدمًا من مبنى على بساط آمن. في المجموع، تم توظيف 236 فنيًا، و13,145 إضافيًا، وتم بناء 16,824 غرفة في الفنادق، مما ساهم بمبلغ 27 مليون دولار في مجتمع بورتوريكو.
انتقل التصوير إلى أتلانتا، جورجيا، في المرحلة النهائية. قام وينهام وفريقه بتحويل ساحة قطار متوقفة إلى مصنع سيارات مهجور استخدمه أبطال الفيلم كمقر لهم. تمت إعادة تصميم ساحة القطار على مدار عدة أشهر. كان مطلوبًا للسماح بمساحة كافية لسائقي الحركات البهلوانية للدخول إلى المبنى، وكان يجب أن يشتمل على نظام إضاءة متكامل. قام فريق التصميم بإزالة الجدران، واستخراج عربات السكك الحديدية القديمة، وقطع غيار السيارات الصدئة المعلقة، وقضبان السيارات لمصنع السيارات، وإنشاء مبانٍ أصغر داخل المبنى الرئيسي لتحويل الموقع. مع خمسة وعشرين صفحة من السيناريو للتصوير في وقت محدود، أمضى المصور السينمائي ستيفن ويندون وفريقه ثلاثة أسابيع في إعداد سلسلة من الأضواء المزودة بمحركات عالية الطاقة في العوارض الخشبية للمبنى، والتي يمكن التحكم فيها عن بُعد للسماح بالإضاءة، يتم تغييرها بسرعة أثناء إضاءة التصوير بالكامل. تم تصويره مشهد بالقرب من ملعب جورجيا دوم في مشهد خارجي يشارك فيه ديزل ووكر أثناء حضورهما لحفلة سيارات، تضمن عدة سيارات عالية الأداء. تم تصوير مشهد سرقة القطار في رايس، كاليفورنيا على مدى ثلاثة أسابيع.
كان من الصعب تصميم مشهد مشاجرة بين جونسون وديزل. تمت كتابة الشخصيات لتكون هائلة بنفس القدر، لذلك تخلل القتال لحظات من تطور الشخصية، حيث شعر موريتز أن هذا جعل القتال أكثر إثارة. تطلب المشهد عدة أسابيع من البروفة وأكثر من أسبوع من التصوير من قبل الممثلين، الذين أصيبوا بعدة إصابات طفيفة.

### الأعمال المثيرة للسيارات

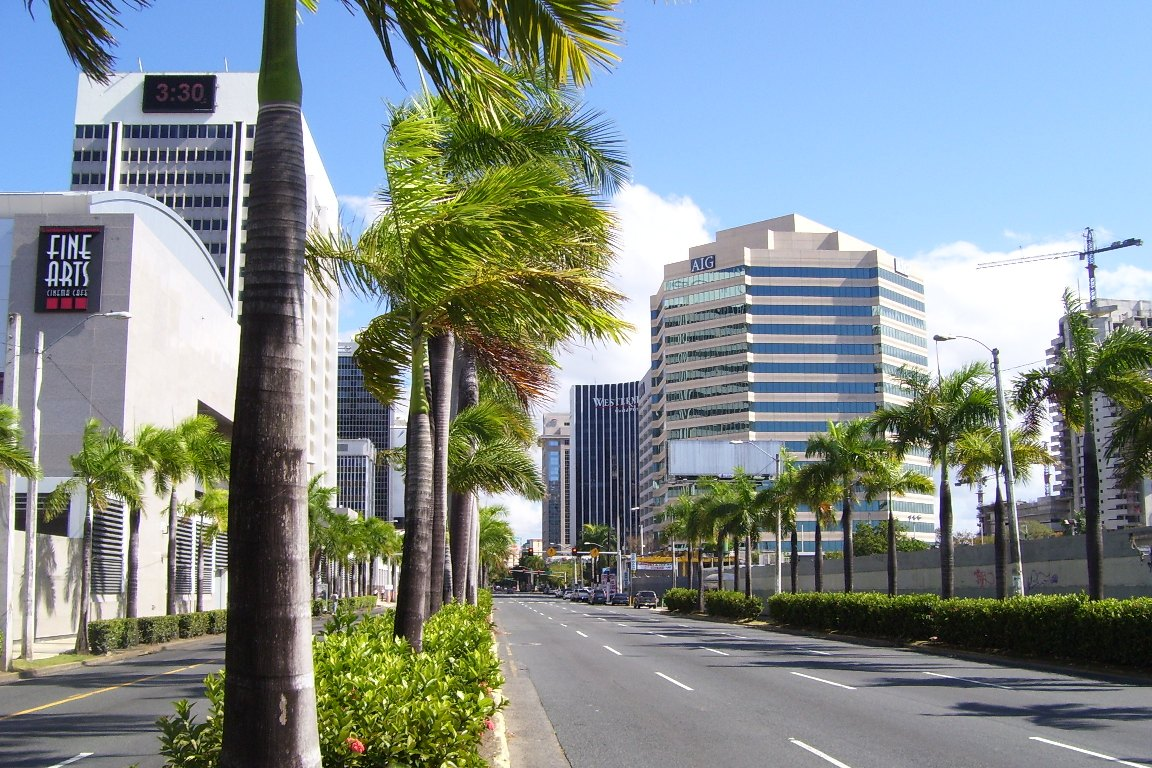
تم تصوير معظم المشاهد المناخية في منطقة بورتوريكو.

تطلب مشهد الذروة وهو مشهد سرقة القبو أربعة أسابيع من التحضير مع تحديد كل مشهد وزاوية كل كاميرا مسبقًا. استأجر صانعو الفيلم المخرج سبيرو رازاتوس ومنسق الحركات المثيرة جاك جيل لتوجيه تصوير الوحدة الثانية. بدأ الاثنان في البداية البحث عن الحيلة من خلال اختبار قدرات خزائن دعامة دودج تشارجر التي يقودها ديزل ووكر. تم تصوير المشهد الفوضوي في شوارع هاتو راي، تطلب المشهد توقيتًا محددًا تزامن مع تفاعلات الشخصيات المختلفة أثناء المشهد. اختار رازاتوس استخدام سلسلة من سيارات الكاميرا بما في ذلك كاميرا مثبتة على رافعة فوق سيارة بورش كايان، مما سمح له بالتصوير من مجموعة متنوعة من الزوايا والارتفاعات أثناء تحرك المركبات، وسيارة سوبارو إمبريزا مع قفص فولاذي مبني حولها والذي سمح بتتبع التصوير. طوٍر باديلفورد نظام محرك مزدوج أعلى سيارة الدودج تشارجر مما يسمح للسائق الكومبارس بالتحكم في السيارة من السقف، بينما يتم التركيز على أداء الممثل الحقيقي داخل السيارة.
تم بناء ستة إصدارات من القبو الذي يبلغ ارتفاعه 8 أقدام، ولكل منها استخدامات محددة. كانت إحدى الخزانات عبارة عن واجهة مبنية على مقدمة شاحنة صغيرة، واستخدمت لتصوير اللقطات القريبة للقبو الذي دمر سيارات الشوارع. كان قبو آخر عبارة عن عربة ذاتية الدفع ذات أربع عجلات معز موصولة بكابلات طولها 30 قدمًا (9.1 م) وتم جرها عبر شوارع سان خوان بواسطة دودج تشارجر. كان القبو الذي يبلغ وزنه أربعة-طن-صغير (3.6 طن) يقودها السائق هينري كينجي، الذي اضطر إلى ارتداء بدلة يمكن التحكم في درجة حرارتها للتعويض عن درجات الحرارة التي يمكن أن تتجاوز 100 °ف (38 °م). كان المشهد الذي سقط فيه القبو بينما كانت السيارات تدور حول الزاوية تأثيرًا عمليًا، وكانت النتيجة أكثر عنفًا مما توقعه صانعو الفيلم. تم تدمير أكثر من 200 سيارة بواسطة القبو أثناء التصوير. كان لا بد من قطع العديد من الأعمال المثيرة بما في ذلك المشهد الأخير الذي كان سيصبح القبو معلقًا على حافة جسر تيودورو موسكوسو. تم التخلي عن هذه الفكرة عندما تقرر أنه حتى سيارات تشارجر القوية لن تكون قادرة على دعم وزن القبو.
قدمت سرقة القطار عدة تحديات. طُلب من صانعي الأفلام أن يشتريوا بفعالية طولًا من السكك الحديدية العاملة للتصوير والقطارات اللازمة لركوب المسارات. ثم كان لابد من بناء شاحنات يمكنها التسابق في القطار وتلبية احتياجات السرقة نفسها. كما طلب لين أن تكون السيارات التي يتم حملها في القطار قادرة على القفز من القطار بأقصى سرعة، ولقد أُخذ المشهد بدقة التنفيذ. اختار صانعو الأفلام استخدام السيارات التي يمكنهم تقليدها بثمن بخس لسرقة القطار - دي توماسو بانتيرا 1972، شيفروليه كورفيت جي إس رودستر 2007، وفورد جي تي 40 - لتجنب تكلفة استبدال سيارة فورد جي تي 40 الأصلية البالغة مليوني دولار.

## الموسيقى التصويرية
تم إصدار الموسيقى التصويرية الخاصة بالفيلم على آي تيونز في 25 أبريل 2011، وعلى قرص مضغوط في 3 مايو 2011، بواسطة ABKCO Records. تتميز الموسيقى بالعديد من مسارات الريجايتون واللاتينية الإيقاعية، بما في ذلك أغاني دون عمر وبستا رايمز وغيرها، مع ثلاث مقطوعات من أغاني تايلر الأصلية للفيلم: «تجميع الفريق» و«مهارات جنون» و«فاست فايف سويت». منح دليل أول ميوزيكول ميوزيك الألبوم 3 نجوم من أصل 5، وعلق قائلاً: «الهدف هنا هو مرافقة أغاني مليئة، كالعادة، بتسلسلات القيادة التي تتضمن سيارات مبهرجة، ونساء جميلات يرتدين ملابس ضيقة، ورجال مفتولي العضلات. كان هذا مع الموسيقى ذات الإيقاع الثقيل والراب اللاتيني العدواني.» تعاون لوداكريس مع سلوترهاوس وكلاريت جاي لأغنية "Furiously Dangerous".
تم إصدار موسيقى الفيلم في 3 مايو 2011، بواسطة Varèse Sarabande. يحتوي الإصدار على 25 مسارًا وأغنية لمدة 78 دقيقة. أمضت الموسيقى أربعة أسابيع على Billboard 200، وبلغت ذروتها رقم 60 ووصلت إلى رقم 24 على مخطط الألبومات الرقمية ورقم 5 على مخطط الصوت فقط.

## التسويق
تعاكار تاون كار تاون من ألعاب سي ومسرح ريجال إنترتيمنيت جروب (REG) على فيسبوك مع يونيفرسال في ترويج الفيلم عبر الوسائط. سمحت كار تاون للاعبين بمشاهدة المقطع الدعائي للفيلم في مسرح قيادة داخل اللعبة يحمل علامة REG وسباق في مدينة ريو دي جانيرو افتراضية. تضمنت اللعبة أيضًا مهمات ومواقع بناءً على حبكة الفيلم، مع السماح للاعبين بالسباق ضد شخصيات فاست فايف والمشاركة في سرقة بنك. عرضت REG على لاعبي كار تاون القدرة على شراء التذاكر داخل اللعبة عبر فاندانغو للأفلام في مسارح REG. تم منح اللاعبين رموزًا ترويجية من خلال شراء هذه التذاكر داخل اللعبة، حيث سمحت لهم بفتح سيارة دودج تشارجر افتراضية تعود إلى سبعينيات القرن الماضي، استخدمها فين ديزل في الفيلم. عززت شركة REG الشراكة بين الفيلم واللعبة في مسارحهم عبر 37 ولاية، من خلال الإنترنت ووسائل التواصل الاجتماعي، في حين روجت يونيفرسال للفيلم عبر مواقع الفيسبوك والتويتر واليوتيوب الخاصة بها. في أكتوبر 2011، زُعم أن أكثر من 200 مليون سباق قد أُقيم في بيئة ريو دي جانيرو الافتراضية في الأشهر الستة بعد إطلاق الحملة في أبريل.
تعاونت شركة دودج المصنعة للسيارات مع يونيفرسال في تسويق الفيلم، وتم تزويد العديد من دودج تشارجر لاستخدامهم فيه. كانت الشراكة مع دودج تشارجر لفيلم «فاست فايف» بقيادة السائق روبي جوردون في سلسلة كأس سبرينت ناسكار طوال شهر أبريل 2011 - الشهر الافتتاحي للفيلم. كما رعت دودج العرض العالمي الأول للفيلم في ريو دي جانيرو.

## الإصدار والاستقبال
أقيم العرض الأول للفيلم في 15 أبريل 2011، في مسرح لاجوون في ريو دي جانيرو، البرازيل. استضافته الممثلة سوزي كاستيو وبرعاية شركة دودج لصناعة السيارات.

### شباك التذفاست فايف
حقق فاست فايف إجمالي أرباح 209.8 مليون دولار (33.5٪) في الولايات المتحدة وكندا، و416.3 مليون دولار (66.5٪) في أقاليم أخرى، ليصبح المجموع 626.1 مليون دولار. يعد الفيلم أعلى سابع فيلم ربحًا على مستوى العالم لعام 2011. حقق في عطلة نهاية الأسبوع الافتتاحي 109.6 مليون دولار في جميع أنحاء العالم. وصل الفيلم إلى ذروته في المرتبة 55 على قائمة الأفلام الأكثر ربحًا على الإطلاق في جميع أنحاء العالم في أكتوبر 2011. أصبح الفيلم الأكثر ربحًا في سلسلة Fast & Furious في إجمالي الأرباح العالمية (وكذلك بشكل منفصل في الولايات المتحدة وكندا، وخارج الولايات المتحدة). إلّا أنّ سرعة وغضب 6 قلب كافة المقاييس وحطم رقم قياسي جديد في إجمالي الأرباح العالمية.
خارج الولايات المتحدة وكندا
تم إصدار فاست فايف مبدئيًا في أستراليا يوم الأربعاء 20 أبريل 2011 - قبل تسعة أيام من تاريخ الإصدار في أمريكا الشمالية - تلاها الإصدارات في المملكة المتحدة وكوريا الجنوبية ونيوزيلندا. تم توقيت البداية المبكرة في هذه البلدان لتتزامن مع عطلة عيد الفصح وتجنب المنافسة من الأفلام الصيفية القادمة، على الرغم من أن هذا وضعه في منافسة مباشرة مع فيلم ثور في بعض البلدان. بحلول نهاية عطلة نهاية الأسبوع الافتتاحي للفيلم، حقق الفيلم ما مجموعه 23.4 مليون دولار من هذه البلدان. في عطلة نهاية الأسبوع الثانية، كسب فاست فايف 46.3 مليون دولار عبر 3139 مسرح في 14 دولة، ليحتل المرتبة الأولى في شباك التذاكر في كل من أسواقه العشرة الجديدة. لعطلة نهاية الأسبوع ككل، احتل المرتبة الثانية بعد ثور. في عطلة نهاية الأسبوع الثالثة من الإصدار، تصدرت فاست فايف شباك التذاكر في 44 دولة أخرى، حيث عُرض في 6979 مسرح في 58 دولة. احتل المرتبة الأولى خلال عطلة نهاية الأسبوع بمبلغ 85.8 مليون دولار. وقد سجل رقمًا قياسيًا في افتتاح عطلة نهاية الأسبوع في الإمارات العربية المتحدة (1.65 مليون دولار)، محتفظًا بهذا الرقم القياسي لمدة أسبوعين قبل أن يتم تحقيق الرقم من قبل قراصنة الكاريبي: في بحار غريبة (2.24 مليون دولار).
في جميع الأسواق، حقق الفيلم أعلى نسبة أرباح أثناء الافتتاح في نهاية الأسبوع في روسيا، وإسبانيا، وتركيا، والأرجنتين، والبرازيل، وتشيلي، وفرنسا، والهند، وإيطاليا، وماليزيا، والمكسيك، وهولندا، وتايلاند، والإمارات العربية المتحدة، وفيتنام.
الولايات المتحدة وكندا
وفقًا لـ بوكس أوفيس موجو، يُعد «فاست فايف» واحدة من أكثر الأجزاء نجاحًا لعام 2011، عند الأخذ بالاعتبار أنه واحد من القلائل الذي تفوق على امتياز الأجزاء السابقة في الولايات المتحدة وكندا.
تم افتتاح فاست فايف في 29 أبريل 2011، في 3644 مسرحًا، استغرق الأمر 3.8 مليون دولار في عروض منتصف الليل، مسجلاً أرقامًا قياسية جديدة لسلسلة السريع والغاضب ويونيفرسال (كلا الرقمين تم تجاوزهما في سرعة وغضب 6). بحلول نهاية يوم الافتتاح، كان قد جمع ما مجموعه 34.4 مليون دولار (بما في ذلك أرباح منتصف الليل)، مسجلًا رقمًا قياسيًا في يوم الافتتاح في أبريل، ليحل محل السريع والغاضب (30.5 مليون دولار)، ويمثل ثالث أكبر إيرادات خارج فترة الصيف، خلف «مباريات الجوع» و«أليس في بلاد العجائب». في المجموع، كسب الفيلم 86.2 مليون دولار خلال عطلة نهاية الأسبوع الافتتاحي، بمتوسط 23,655 دولارًا لكل مسرح، مع عروض آيماكس التي ساهمت بأكثر من 8 ملايين دولار. وبالتالي، فقد سجل الفيلم رقمًا قياسيًا في افتتاح عطلة نهاية الأسبوع لسلسلة السريع والغاضب ولشركة يونيفيرسال (كلا الرقمين تم تجاوزهما في سرعة وغضب 6)، ورقمًا قياسيًا للأفلام التي تم إصدارها في أبريل (تم تجاوز الرقم القياسي في عام 2014 بفيلم كابتن أمريكا: جندي الشتاء). كما حقق ثالث أكبر افتتاح ربيعي بعد مباريات الجوع وأليس في بلاد العجائب. كما حقق الفيلم أيضًا رقمًا قياسيًا في افتتاح عطلة نهاية الأسبوع بين أبطال الفيلم ديزل، ووكر، وبروستر، وجونسون، وموريتز، ولين، تم تجاوز الأرقام في سرعة وغضب 6.
افتتح الفيلم بنسبة 62٪ في عطلة نهاية الأسبوع الثاني، وحقق 32.4 مليون دولار، واحتل المرتبة الثانية بعد ثور. تُعزى هذه النتيجة جزئيًا إلى الانخفاض في شاشات آيماكس والشاشات الكبيرة التي عرضت الفيلم (تم تخفيضها من 244 إلى 20)، نظرًا لأن آيماكس حققت مبلغ 510,000 دولار في إجمالي الفيلم في نهاية الأسبوع الثاني، في 4 يونيو 2011، بعد 37 يومًا من إطلاقه في الولايات المتحدة، أصبح الفيلم الأول من عام 2011 ليحقق أكثر من 200 مليون دولار. حصل الفيلم على إعادة إصدار لمدة أسبوع واحد في دور عرض آيماكس في 30 سبتمبر 2011.
| تاريخ الإصدار                                             | الميزانية    | إيرادات شباك التذاكر   | إيرادات شباك التذاكر | إيرادات شباك التذاكر | ترتيب شباك التذاكر (الحالي/الذروة) | ترتيب شباك التذاكر (الحالي/الذروة) | ترتيب شباك التذاكر (الحالي/الذروة) |
| تاريخ الإصدار                                             | الميزانية    | الولايات المتحدة وكندا | دوليًا                | في جميع أنحاء العالم | سنة الإصدار                        | جميع الأوقات في الولايات المتحدة   | جميع الأوقات في جميع أنحاء العالم  |
| --------------------------------------------------------- | ------------ | ---------------------- | -------------------- | -------------------- | ---------------------------------- | ---------------------------------- | ---------------------------------- |
| 20 أبريل 2011 (أستراليا) 29 أبريل 2011 (الولايات المتحدة) | $125,000,000 | $209,837,675           | $416,300,000         | $626,137,675         | #7 / #1                            | #116 / #103                        | #66 / #55                          |
| ملاحظات - ترتيب شباك التذاكر دقيق اعتبارًا من فبراير 2013. |              |                        |                      |                      |                                    |                                    |                                    |

### الاستقبال

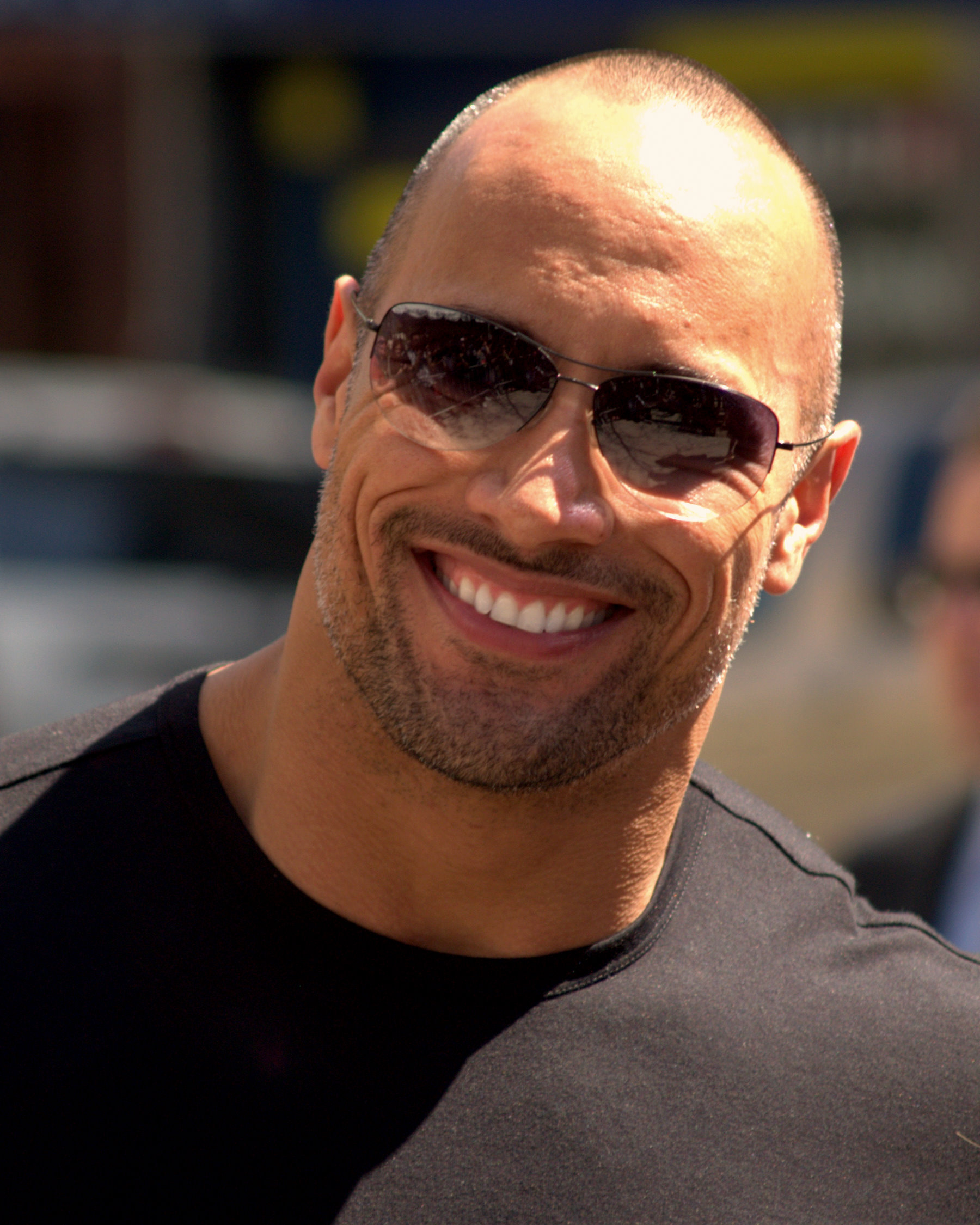
تلقى دواين جونسون الثناء من العديد من النقاد لأدائه في الفيلم.

على روتن توميتوز، حصد الفيلم نسبة موافقة تبلغ 77٪ بمتوسط تقييم 6.41 / 10 بناءً على 200 مراجعة. يقرأ الإجماع النقدي للموقع أن الفيلم «أنيق، وبصوت عالٍ، وفوق القمة، فاست فايف يحتضن بفخر إثارة الحركة بلا عقل ويضخ حياة جديدة في السلسلة.» في ميتاكريتيك، حصل الفيلم على 66 درجة من أصل 100، بناءً على مراجعات من 41 منتقدًا، مما يشير إلى «المراجعات الإيجابية بشكل عام». أعطت الجماهير التي استطلعت آراءها سينماسكور الفيلم متوسط درجة "A" على مقياس A+ إلى F.
أعطى روجر إيبرت الفيلم 3 من أصل 4 نجوم، مادحًا إياه بأنه «تم تجميعه بمهارة لمدة 130 دقيقة في السينما، مع ممثلين قادرين على القيام بأشياء سخيفة بوجوه مستقيمة، وتسلسلات أكشن تتلاعب بقوانين الفيزياء»، بينما اعتبره ريتشارد كورليس من تايم أنه «ربما يكون أول فيلم عظيم لعصر ما بعد الإنسان». قالت صحيفة نيويورك تايمز إن الفيلم جمع ببراعة بين الحركة والفكاهة، قائلة: «المرة الوحيدة التي لن تشاهد فيها الشاشة هي عندما تغلق عيناك لأنك ستضحك بشدة.» وقد قدرت ديلي تلغراف وجود جونسون وديزل سويًا، واصفةً إياه بأنه «حدث كوني»، وأضافت أن المخرج لين أعاد تنشيط السلسلة، قائلة: «البداية والنهاية هنا، متحدية كل قانون فيزيائي يمكن تخيله، هي ذروة السلسلة». كما نال جونسون المدح من مجلة إمباير، قائلةً لجونسون: «كيف تعيد إشعال امتياز الشيخوخة؟ أسقط [جونسون] كل شيء. أفضل شيء إلى حد بعيد في فاست فايف... دواين جونسون يتجول في الفيلم ويترك آثار هرمون التستوستيرون في أعقابه.» ومع ذلك، فقد اعتبرت إمباير أن الفيلم نفسه «كان بالمعايير العادية، فيلمًا جيدًا»، بحجة أنه كان طويلًا للغاية، على الرغم من الاعتراف بأن مشاهد الحركة، ولا سيما مطاردة السيارة الأخيرة، جعلت الفيلم «الأكثر إمتاعًا في السلسلة.» علقت آنا سميث من تايم آوت لندن أن الفيلم كان طويلًا للغاية وانتقدت الشخصيات المبسطة والحوار، لكنها وصفت الفيلم بأنه «أملس» وذكرت أنه يمكن التغاضي عن هذه الانتقادات بسبب أن الفيلم «لا يأخذ نفسه على محمل الجد.» ركزت فارايتي على أدوار جونسون وديزل، أعربت أسفها على النقص الحالي وعدم وجود رجال بارزين على غرار الثمانينيات و«الرجال الرجوليين» النموذجيين في الخمسينيات والستينيات من القرن الماضي، ووُصِف هذا الثنائي بأنه «حقنة مرحب بها من الرجال الأقوياء». كما علقت مجلة فارايتي قائلةً، استنادًا إلى فاست فايف، «قد يكون الجزء السادس أمرًا يستحق الانتظار». وصفت مجلة النيويوركر مشاهد الحركة بأنها «مذهلة»، مشيدة بالمخرج لين بقولها «الاتجاه والتحرير الحاد لا يخلطان أو يفقدا الزخم»، لكنها وجدت الفيلم أيضًا طويلًا وتم انتقاد الحوار؛ إذ تم وصفه بأنه يشبه «أسلوب مزاح فيلم أوشن 11». فيما يتعلق بالشخصيات، اعتبرت صحيفة نيويوركر أن ووكر وديزل «صالحان للخدمة»، لكنها خصت جونسون للإشادة به «المعرفة الفكاهية إلى دوره... استمتاعه معدي ويبقى الفيلم سريعًا.»
رحبت شركة توتال فيلم بعودة لوداكريس وتيريس جيبسون لـ «[حقن] الفيلم بالضحكات التي تشتد الحاجة إليها» وشعرت أن جونسون يتلاءم مع فريق التمثيل بكل سهولة، على الرغم من اعتقاده أن الفيلم نفسه «لا يكسر القالب». أعطى بيتر ترافرز من رولينغ ستون، الذي لم يعجبه الأفلام السابقة، الفيلم 2.5 نجمة من أصل 4، مشيدًا بتحويل السلسلة إلى فيلم سرقة، وعلق بشكل إيجابي على المشاهد بين جونسون وديزل، وحكم على ذلك «فاست فايف يدفع كل أزرار الحركة، وبأزرار لم تفكر فيها.» شعرت لوس أنجلوس تايمز أن المشاهد التي شاركها ديزل وجونسون كانت «أفضل اللحظات» وقدرت الفكاهة، واعتبرت سرعتهم «مزيجًا غريبًا»، حيث يتم التبديل بين العرض والكوميديا ثم العمل المفاجئ.
لاحظ كلٌّ من إمباير وفارايتي أن مشهد المطاردة الأخير لـ فاست فايف احتوى على مقاطع مشابهة إلى فتيان أشقياء 2 (2003): ذكرت فارايتي أن المشهد «يبدو مستوحى جزئيًا من مشهد مذهل مماثل في فتيان أشقياء 2».
لم تكن كل المراجعات إيجابية. انتقدت صحيفة فيلم4 كلًا من مدة عرض الفيلم الطويلة ومعاملته لشخصيات نسائية، مشيرًا إلى أن «تصوير [الإناث] يظهر بشكل لافت للنظر في مناطق الأرداف». لكن فيلم4 أشادت بدور جونسون كعميل، قال لوك هوبز إن جونسون «يقدم خصمًا أكثر مصداقية لأبطالنا المعادين، يستطيع الأشرار التعامل معه». لكن صحيفة بوسطن هيرالد أظهرت رد فعل مختلف: فقد سخرت من الافتقار إلى الواقعية باعتباره يزيل أي شعور بالتهديد للأبطال، لكنها اعترفت بأن «هذه الأفلام قد تكون معادية بشدة للفكر ويتم تسويقها بشكل مؤسف، لكنها موضع حسد لبقية العالم.» على الرغم من إعطاء الفيلم مراجعة جذرية ومدحًا للعمل، انتقدت مجلة هوليوود ريبورتر نجوم الفيلم قائلة «من الواضح أن الميزانية لم تستخدم في دروس التمثيل للممثلين». أعطى كايل سميث من نيويورك بوست الفيلم مراجعة سلبية، حيث انتقد النقص في الإجراءات المتعلقة بالسيارات قبل النهاية. واستمر سميث في تسمية شرير الفيلم رييس (ألميدا) بأنه «ممل بشكل لا يغتفر» واعتبر أن وقت العرض الطويل هو نتيجة «قضاء كل هذا الوقت في قراءة كل عنصر في القاموس». قالت جاستن لين أن أفلام السريع والغاضب لم تتحسن تمامًا كما تقدمت «لكنها قدمت للمخرج مجاملة بظهر اليد». كان إيبرت أكثر مجاملة، حيث قال «جاستن لين يظهر كمخرج من الدرجة الأولى في هذا النوع من الأفلام من الدرجة الثانية»

### النقاد البرازيليون

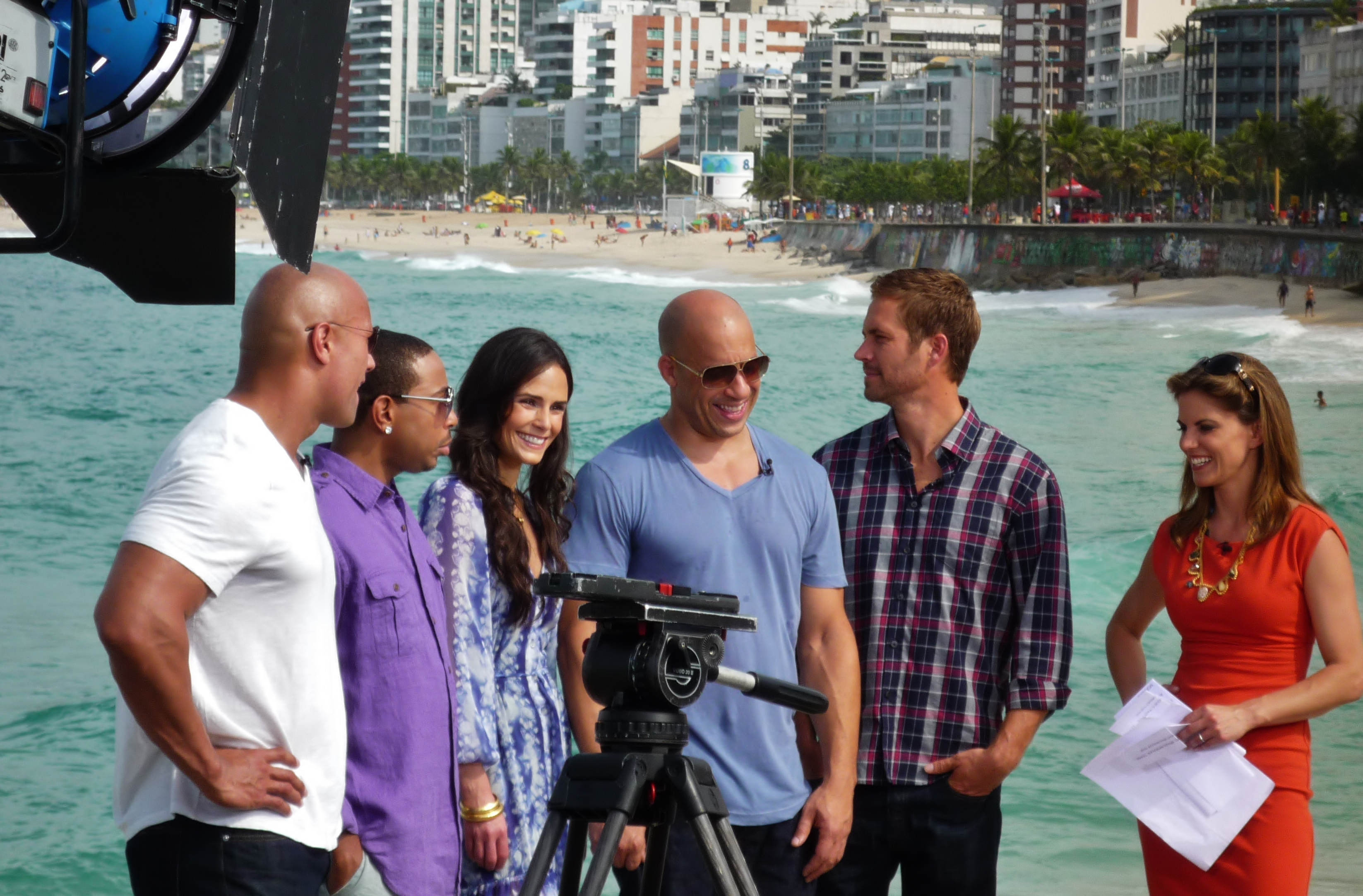
طاقم عمل فاست فايف في ريو دي جانيرو.

انتقد المراجعون البرازيليون استخدام ريو دي جانيرو في الفيلم بهذه الطريقة، زاعمين أنه تم تصويرها على أنه «يهيمن عليها تجار المخدرات المدججون بالسلاح والشرطة الفاسدة والنساء المثيرات». اتهمت شركة O Globo المنتجين باستخدام «اللقطات الجوية والتحرير السريع» «لخداع المشاهد» لجعل المشاهد يبدأ بالاعتقاد بأن الأعمال الإجرامية تحدث في ريو. كان رد فعل Globo أيضًا سلبًا على استخدام «الأجانب» لتمثيل البرازيليين، «يتحدثون البرتغالية بلكنات مضحكة». اتفقت Veja مع O Globo قائلة: «دعمت مدينة ريو ولجنة ريو للأفلام الإنتاج. لكن الصورة التي ستنتشر في جميع أنحاء العالم هي بالضبط ما لا تريده المدينة.»

### الجوائز
حصلت موسيقى تايلر في فاست فايف على جائزة في حفل توزيع جوائز موسيقى بي إم آي للأفلام لعام 2011. تم ترشيح المكونات التسويقية للفيلم لثلاث جوائز العرض الدعائي الذهبي، وفازت بواحدة. بالنسبة لجوائز اختيار المراهقين لعام 2011، تلقى فاست فايف خمسة ترشيحات، بما في ذلك اختيار أفضل فيلم أكشن واختيار أفضل ممثلة. تم أخذ ثلاثة جوائز من الترشيحات الخمسة المتاحة لجوائز اختيار المراهقين من قبل ممثلين في فاست فايف، وهم: فين ديزل ودواين جونسون وبول ووكر. تلقى الفيلم في النهاية على جائزة Teen Choice Award واحدة عن فيلم Choice Action. نال الفيلم ترشيحين لجوائز اختيار الجمهور لعام 2011 لفيلم الحركة المفضل، ونجم فيلم الحركة المفضل لديزل. تم ترشيح ديزل لجائزة NAACP Image لأفضل ممثل في فيلم سينمائي. تم ترشيح تحرير الصوت والموسيقى بالفيلم لجائزة Golden Reel عن المؤثرات الصوتية. تلقى الفيلم أيضًا على ترشيحين لجائزة زحل من أكاديمية الخيال العلمي وأفلام الخيال والرعب لأفضل فيلم أكشن/مغامرات، وأفضل مونتاج لكيلي ماتسوموتو وفريد راسكين وكريستيان واتنر.
في ديسمبر 2011، صنف ريتشارد كورليس الفيلم رقم 10 في قائمته لأفضل 10 أفلام لعام 2011، قائلًا: «كرنفال للأبطال الفاسدين والفتيات الجميلات، ومطاردات السيارات، والمغامرات، يعد فيلم فاست فايف بمثابة تكريم مثل الفنان أو هيوغو إلى الإثارة البدائية للسينما.» وضعت إمباير الفيلم رقم 20 في قائمتها لأفضل 20 فيلمًا لعام 2011، بينما أطلقت آي جي إن عليه لقب «أفضل فيلم أكشن» لعام 2011. تم إدراج فاست فايف باعتباره الفيلم رقم 1 الأكثر تنزيًلا بشكل غير قانوني لعام 2011 على بت تورنت مع ما يقرب من 9.3 مليون عملية تنزيل.
| السنة | الجائزة                     | الصنف                         | المستلم                                       | النتيجة | المراجع         |
| ----- | --------------------------- | ----------------------------- | --------------------------------------------- | ------- | --------------- |
| 2011  | جوائز برودكاست ميوزيك       | موسيقى فيلم                   | برايان تايلر                                  | فوز     | [ 108 ] [ 121 ] |
| 2011  | جوائز العرض الدعائي الذهبي  | أفضل فيلم أكشن                | "فاست وومين" – يونيفرسال بيكشرز، إيه في سكواد | رُشِّح     | [ 109 ]         |
| 2011  | جوائز العرض الدعائي الذهبي  | أفضل ملصق صيف 2011 بلوكباستر  | "فاست فايف" – يونيفرسال بيكشرز، كولد اوبن     | رُشِّح     | [ 109 ]         |
| 2011  | جوائز العرض الدعائي الذهبي  | أفضل فيلمفي صيف عام 2011      | "سوبر بول" - يونيفرسال بيكشرز، إيه في سكواد   | فوز     | [ 109 ]         |
| 2011  | جائزة اختيار المراهقين      | فيلم                          | فاست فايف                                     | فوز     | [ 110 ] [ 111 ] |
| 2011  | جائزة اختيار المراهقين      | ممثل أكشن                     | فين ديزل                                      | رُشِّح     | [ 110 ]         |
| 2011  | جائزة اختيار المراهقين      | ممثل أكشن                     | دوين جونسون                                   | رُشِّح     | [ 110 ]         |
| 2011  | جائزة اختيار المراهقين      | ممثل أكشن                     | بول ووكر                                      | رُشِّح     | [ 110 ]         |
| 2011  | جائزة اختيار المراهقين      | ممثلة أكشن                    | جوردانا بروستر                                | رُشِّح     | [ 110 ]         |
| 2012  | جوائز خيار الشعب            | فيلم الأكشن المفضل            | فاست فايف                                     | رُشِّح     | [ 112 ] [ 122 ] |
| 2012  | جوائز خيار الشعب            | نجم فيلم أكشن المفضل          | فين ديزل                                      | رُشِّح     | [ 112 ] [ 122 ] |
| 2012  | جائزة اختيار النقاد للأفلام | أفضل فيلم أكشن                | فاست فايف                                     | رُشِّح     | [ 123 ]         |
| 2012  | جوائز إن ايه ايه سي بي      | أفضل ممثل في فيلم سينمائي     | فين ديزل                                      | رُشِّح     | [ 113 ]         |
| 2012  | جوائز جولدن ريل             | المؤثرات الصوتية في فيلم طويل | فاست فايف                                     | رُشِّح     | [ 114 ]         |
| 2012  | جائزة زحل                   | أفضل فيلم أكشن/مغامرات        | فاست فايف                                     | رُشِّح     | [ 115 ]         |
| 2012  | جائزة زحل                   | أفضل تحرير                    | كيلي ماتسوموتو، وفريد راسكين، وكريستيان واتنر | رُشِّح     | [ 115 ]         |

### الإصدار المنزلي
في 2 أغسطس 2011، اشترت شبكة يو إس إيه نيتورك حقوق العرض الأول لشبكة الولايات المتحدة لفيلم فاست فايف. تم إصدار الفيلم على أقراص دي في دي وبلو راي في المملكة المتحدة في 5 سبتمبر 2011، وفي الولايات المتحدة في 4 أكتوبر 2011. تم إصدار حزمة ثلاثية تحتوي أيضًا على بلو راي ودي في دي ونسخة رقمية من الفيلم إما في عبوات بلو راي أو دي في دي. تحتوي إصدارات بلو راي على العديد من الميزات الإضافية الحصرية، بما في ذلك لقطات من وراء الكواليس، ومقابلات مع طاقم التمثيل وطاقم العمل، و«مرآب سيارات افتراضي» يوفر مزيدًا من التفاصيل حول المركبات المستخدمة في الإنتاج، والمقاطع الموسيقية في الفيلم. تحتوي كل من نسخة الدي في دي والبلو راي على مقطع مسرحي وممتد للفيلم، وتعليق المخرج، ومشاهد محذوفة، وميزات الشخصيات المركزية الثلاثة. وتعليقًا على القص الممتد، قال لين: «هذه هي النسخة التي أفضلها.» خلال مبيعات الأسبوع الأول في الولايات المتحدة، كان قرص دي في دي هو رقم الدي في دي الأكثر مبيعًا، والدي في دي المؤجر رقم 1، ورقم 2 في بيع أقراص البلو راي خلف إصدار بلو راي لفيلم الأسد الملك. 57٪ من إجمالي مبيعات الأسبوع الأول لأقراص فاست فايف كانت أقراص من نسخ البلو راي.
للترويج لإصدارات الدي في دي وبلو راي، رعت يونيفرسال ستوديوز هوم إنترتيمنيت السباق الأول لسلسلة NASCAR سلسلة شاحنات التخييم العالمية، في شيكاغولاند سبيدواي. الحدث، الذي أعيد تسميته بـ «فاست فايف 225»، أُقيم في 16 سبتمبر 2011، كان الحدث بمثابة انطلاق لعطلة نهاية الأسبوع الأولى من تشيس لكأس سبرينت وفاز بها أوستن ديلون. كانت الصفقة هي المرة الأولى التي يُسمح فيها بعرض فيلم لتولي سباق ناسكار كراعٍ للقب. استمرارًا للشراكة مع كار تاون، تم استخدام اللعبة كوسيلة حصرية للطلب المسبق لإصدار بلو راي / دي في دي.
تم إصدار فاست فايف على فور كيه يو اتش دي بلو راي في 11 يونيو 2019.

## السلسلة
تم التخطيط لفيلم سادس في سلسلة غضب وسرعة في فبراير 2010 مع بدء تطوير فاست فايف، وفي أبريل 2011، تم التأكيد على أن مورغان بدأ العمل على سيناريو للفيلم السادس. عاد ديزل وموريتز كمنتجين للفيلم وعاد لين إلى الإخراج. تم إصدار غضب وسرعة 6 في 24 مايو 2013.

## وصلات خارجية
- السرعة الخامسة على موقع IMDb (الإنجليزية)
- السرعة الخامسة على موقع ميتاكريتيك (الإنجليزية)
- السرعة الخامسة على موقع الموسوعة البريطانية (الإنجليزية)
- السرعة الخامسة على موقع روتن توميتوز (الإنجليزية)
- السرعة الخامسة على موقع نتفليكس (الإنجليزية)
- السرعة الخامسة على موقع قاعدة بيانات الأفلام العربية
- السرعة الخامسة على موقع ألو سيني (الفرنسية)
- السرعة الخامسة على موقع Turner Classic Movies (الإنجليزية)
- السرعة الخامسة على موقع أول موفي (الإنجليزية)
- السرعة الخامسة على موقع بوكس أوفيس موجو (الإنجليزية)